# Boelckea beckii
Boelckea beckii là một loài thực vật có hoa trong họ Huyền sâm. Loài này được Rossow mô tả khoa học đầu tiên năm 1992.